# Ladislav Křížek
Ladislav Křížek (* 24. dubna 1963, Louny) je český kytarista, zpěvák a skladatel.

## Životopis

### Začátek pěvecké kariéry
Ladislav Křížek začal svou kariéru v dnes již neznámé skupině B.M.M., po které přešel do žatecké kapely NERVUS VEGUS. Opravdový start jeho kariéry začal až v pražské skupině TAM. Ani v této kapele se však nezdržel příliš dlouho. V první měsících roku 1985 totiž kapela TAM dostala nabídku na post předkapely na výročním koncertu skupiny Orient, kterou bez váhání přijala. Shodou náhod se na tento koncert šli podívat členové skupiny Vitacit, které v únoru téhož roku opustil zpěvák Dan Horyna. Zpěv Ladislava Křížka se jim natolik zalíbil, že mu okamžitě nabídli místo zpěváka. Ladislav tuto nabídku přijal.

### Vitacit
V roce 1985 Ladislav Křížek začal působit v kapele Vitacit. V témže roce se Ladislav a ostatní členové kapely seznámili s Milošem "Dodo" Doležalem a Ladislav s Milošem pak společně napsali několik písní. Na podzim roku 1985 nahrála skupina dvě nové skladby: "To se nesmí stát" a "Znám chyby svý". Píseň "To se nesmí stát" byla tak úspěšná, že se vyšplhala na druhé místo v žebříčku tehdy velmi oblíbeného rozhlasového pořadu Větrník.

### Nečekaná změna
Vitacit plnil sály jak v roce 1985, tak v roce 1986. V roce 1987 se začínaly ozývat hudební agentury s nabídkami na desky, ale již v lednu tohoto roku Ladislav Křížek oznámil odchod z kapely a 15. března 1987 vystoupil Ladislav s Vitacitem naposled. Jeho dalším působištěm se stala ostravská kapela Citron.

### Citron
Ostravskou skupinu Citron v únoru roku 1987 postihla nečekaná událost. Jejich zpěvák Stanislav Hranický si zlomil nohu a byl dlouhodobě nemocen. Z tohoto důvodu Citron urychleně angažoval Ladislava Křížka z pražské skupiny Vitacit. Okamžitě začaly přípravy na již třetí album Citronu s názvem "Radegast". Album se stalo zlatou deskou a pro Ladislava znamenalo první velký úspěch. V dalším roce získala skupina Citron prvenství v anketě Zlatý slavík. Krátce nato skupina Citron uspořádala obrovské turné, ve kterém se podívala nejen do celé ČR, ale také do Polska, SSSR a Německa. Kapela se stále častěji objevovala v televizi, vítězila v hitparádách a zažívala velmi úspěšné období. V tomto období také vznikl hit "Kam jen jdou lásky mé", který Ladislav napsal a následně nazpíval společně se zpěvačkou Tanjou jako duet. Počátkem roku 1989 připravila kapela nové album "Vypusťte psy!", jenže v kapele se začaly objevovat neshody. Z připravovaného alba se stihlo natočit jen demo a vydat singly "Uragán" a "Svět patří nám". V srpnu 1989 po neshodách kapelu opustil Ladislav Křížek a následně i Jaroslav Bartoň a společně založili novou skupinu Kreyson.
Po 26 letech, v roce 2015 se však do Citronu vrací, významnou měrou se podílí na novém albu "Rebelie rebelů" a s Citronem absolvuje několik velmi úspěšných turné.
Na jaře 2025 se zúčastnil pouze na některých koncertech skupiny Citron a následně v červnu 2025 oznámil, že odchází, aby se věnoval své kapele Kreyson. Nevyloučil hostování na dalších koncertech.

### Kreyson
V roce 1989 Ladislav Křížek spolupracoval s Karlem Svobodou a nazpíval titulní píseň ke známému seriálu "Dlouhá míle". V tomtéž roce založil vlastní skupinu Kreyson. V roce 1990 vydal Kreyson své první album s názvem "Anděl na útěku". Album vzniklo jak v české, tak anglické verzi a to za pomoci producenta Jana Němce. Obrovský úspěch měla především píseň "Vzdálená", která bořila všechny domácí hitparády. Kreyson uspořádal velké turné, kde Ladislavův široký hlasový rejstřík, kytarové umění Jaroslava Bartoně a také velká show na pódiu sklízely obrovský úspěch a plní všechny sály. V příštím roce vydává Ladislav sólové album s názvem "Zlatej chlapec", které sklízí obrovský úspěch a během 14 dnů se prodalo 100 000 ks. Ladislav tak získal již druhou zlatou desku. V následujících letech vydala skupina Kreyson další alba "Křižáci", "Elixír Života" a "Zákon Džungle". Navíc v roce 1993 Ladislav vydal další sólové album s názvem "Klíč k mé duši". V roce 1994 čekal Ladislava další velký úspěch v podobě diamantové desky za 400 000 ks prodaných nosičů. Ve stejném roce skončila pětiletá spolupráce s Tommu records vydáním alba "Best of Láďa Křížek", které je průřezem toho nejlepšího. Koncem roku 1994 Ladislav nazpíval duet s královnou české opery Evou Urbanovou, jedná se o rockovou úpravu známého "Fantoma opery". V dalším roce se Ladislav už popáté v řadě umístil v první trojce nejoblíbenější zpěváků v anketě TýTý. V témže roce nazpíval s Darinou Rolincovou úvodní píseň ke kreslenému seriálu "O Malence". V následujícím roce vydal sváteční album s názvem "Kam hvězdy chodí spát" na kterém spolupracoval s Bambini di Praga. Na tomto album je zařazen i duet Ladislava s Karlem Gottem v písni "Panis Angelicus".

### Damiens
Na přelomu roku 1997–1998 založil se svým bratrem Miroslavem Křížkem skupinu Damiens. Na podzim roku 1998 vydala skupina singl "Lásko měj se". Ve stejném roce nazpíval duet s Kateřinou Brožovou do muzikálu Michala Davida "Kráska a zvíře". V březnu dalšího roku vydala skupina Damiens své debutové album s názvem "Křídla", které bylo záhy oceněno zlatou deskou. Skladba "Mám tě rád" se vyhoupla na první příčky televizních i rádiových hitparád. V říjnu tohoto roku vydali Damiens CD "Křídla - Zlatý bonus", které bylo pokřtěno Karlem Svobodou a Leonou Machálkovou. V anketě Český slavík 99 získala kapela Damiens ocenění "Skokan roku". U příležitosti 60. narozenin Karla Gotta vystoupili Damiens se skladbou "Adresát neznámý" na velkém koncertu v pražské sportovní hale. Ladislav také nazpíval známý hit Karla Gotta "Paganini". V roce 1999 nazpíval Ladislav s Leonou Machálkovou duet "Čarovný meč". Koncem roku 2000 byla kapela přizvána Karlem Gottem na hostování ke koncertnímu turné "České vánoce 2000". V tomtéž roce vyšlo druhé album Damiens s názvem "Svět zázraků", které bylo opět zlaté za prodej 25 000 ks nosičů. Na jaře roku 2001 Ladislav natočil album "Síla návratů" se skupinou Citron, jakožto výběr největších hitů se kterými slavil Ladislav a Citron největší úspěch. Ve stejném roce byli Damiens pozváni jakožto hosté na vánoční turné Karla Gotta a Ladislav si s Karlem Gottem zazpíval duet "Žít svá léta". V příštím roce vydali Damiens další desku s názvem "Nechci zůstat sám", která byla opět zlatá.

### Země pohádek
Do širšího povědomí se hlas Ladislava Křížka dostal i po roce 2005, kdy složil a nazpíval píseň Země pohádek, která jako ústřední hudební motiv doprovázela poměrně rozsáhlou reklamní kampaň stejnojmenného internetového obchodu s dětskými filmy.

### Znovuzrození Kreysonu
V průběhu roku 2006 Ladislav Křížek společně s kytaristou Radkem Krocem vystoupili po celé ČR a zahráli staré hity Vitacitu, Citronu a Kreysonu v akustickém provedení. Ve zhruba polovině roku Ladislav začal obnovovat činnost Kreysonu a vyhlásil konkurz na posty muzikantů. Konkurzu se zúčastnilo celkem 90 talentovaných hudebníků, z nichž 37 bylo vybráno do užšího kola. Definitivní rozhodnutí padlo 25. ledna 2007 a kapela začala působit v této sestavě:
- Ladislav Křížek – zpěv
- Honza "Kirk" Běhunek – kytara
- Jaroslav Bartoň – kytara
- Luděk Adámek – baskytara
- Zdenek Prádlovský – bicí

V květnu 2007 vyšlo nové CD "Nejde vrátit čas?". Ve stejném roce vyšlo CD z živého vystoupení v Třinci s názvem "KREYSON Live - Noc plná hvězd". Jako bonus byl na DVD přidán duet se zpěvačkou Doro Pesch. V červenci roku 2009 vydal Kreyson další album s názvem "20 Years of Kreyson". Toto album vzniklo ve spolupráci s americkým vydavatelstvím Retroactive Records. V průběhu léta 2011 vyšel nový singl, který posloužil jako promo nadcházející nové desky.
Aktuální sestava skupiny Kreyson:
- Ladislav Křížek – zpěv
- Roland Grapow – kytara
- Michal Kůs – kytara
- Jiří "George" Rain  – baskytara
- Mike Terrana – bicí

## Diskografie
- Poslední "Barča" (únor 1987)
- Radegast (1987)
- Anděl na úteku  (1990)
- Zlatej chlapec (1991)
- Křižáci (1992)
- Elxír života (1993)
- Klíč k mé duši (1993)
- Best of Láďa Křížek (1994)
- Zákon džungle (1995)
- Kam hvězdy chodí spát (1995)
- Křídla (1999)
- Svět zázraků (2000)
- Síla návratů (2002)
- Nechci zůstat sám (2002)
- Nejde vrátit čas? 2007)
- KREYSON Live - Noc plná hvězd (2007)
- 20 Years of Kreyson (2009)
- Promo singl (2011)
- Návrat Krále (2013)
- Rebelie rebelů (2015)